# برودي فاربر
برودي فاربر (بالإنجليزية: Brodie Farber) هو فنان قتال مختلط أمريكي، ولد في 5 يوليو 1980 في غراس فالي في الولايات المتحدة.

## وصلات خارجية
- برودي فاربر على موقع شيردوغ (الإنجليزية)
- برودي فاربر على موقع IMDb (الإنجليزية)